# Tim Reichert

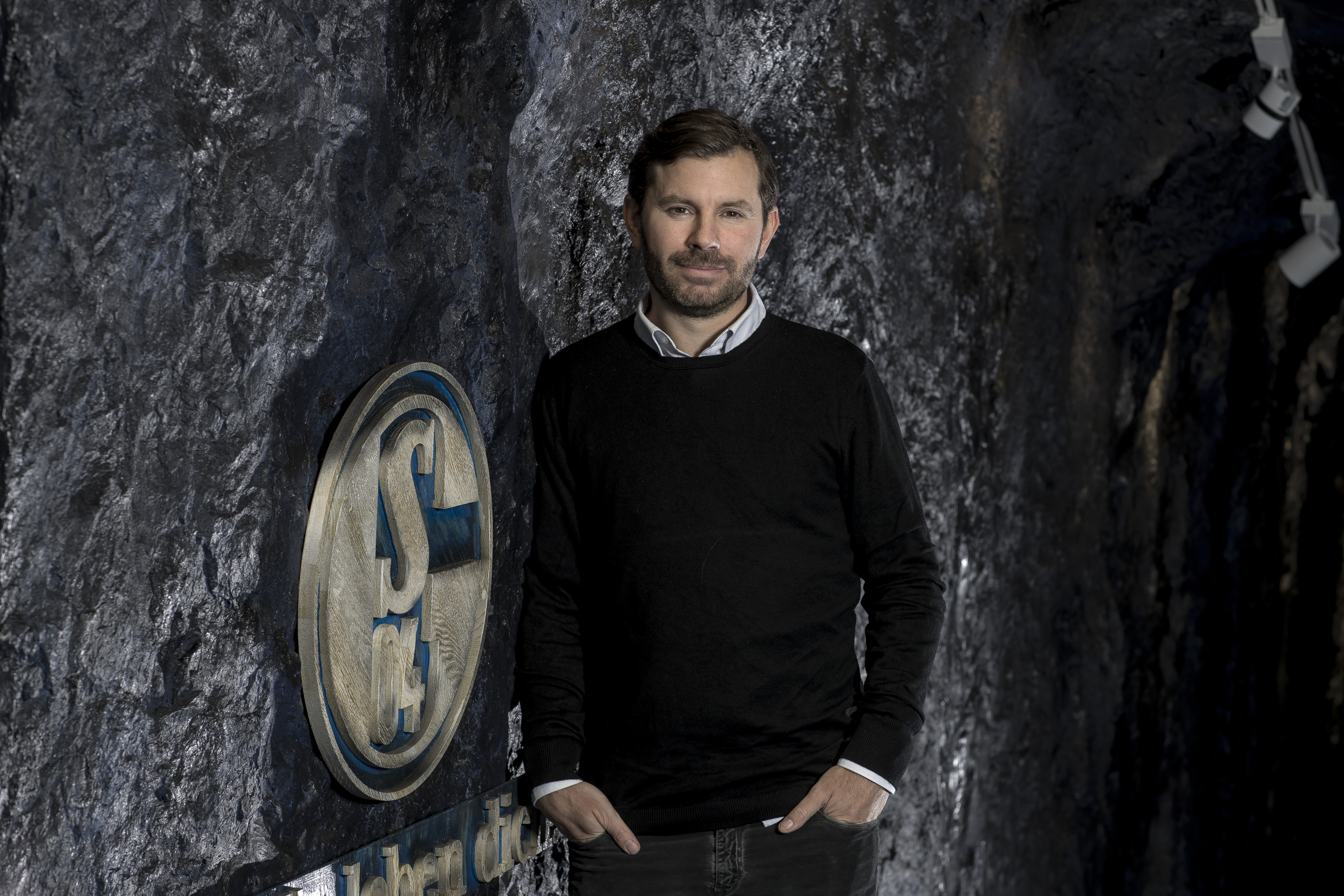
Tim Reichert, Chief Gaming Officer (FC Schalke 04 Esports)

Tim Reichert (* 9. Oktober 1979 in Essen) ist ein deutscher E-Sport-Funktionär und ehemaliger Fußballspieler. Seit Januar 2023 ist er Chief Executive Officer (CEO) von Excel Esports.
Reicherts professionelle Fußballkarriere begann in der Saison 2003/04, als er einen Profivertrag bei Rot-Weiß Oberhausen bekam, aber in den ersten beiden Jahren nicht zum Einsatz kam. In dieser Zeit wurde Reichert in der Amateurmannschaft in der Oberliga Nordrhein eingesetzt. Nach einem Intermezzo bei der SSVg Velbert in der Saison 2005/06 kehrte er nach Oberhausen zurück und schaffte mit Oberhausen den Durchmarsch von der Oberliga in die 2. Bundesliga. Zur Spielzeit 2009/10 wechselte Reichert zu den Sportfreunden Siegen, für die er bis 2011 in der NRW-Liga spielte. 2013 schloss er sich mit seinen ehemaligen RWO-Mitspielern Tuncay Aksoy und Timo Uster dem Oberhausener Bezirksligisten SV Adler Osterfeld an.
Nach seiner Fußballkarriere wurde Reichert im Mai 2016 Head of Esports beim FC Schalke 04. Er übernahm die Verantwortung für den Aufbau sowie die Integration der neugegründeten E-Sport-Abteilung in die Strukturen des Fußballvereins. Ab Oktober 2017 verantwortete Reichert die strategische Ausrichtung des FC Schalke 04 Esports als Chief Gaming Officer. Nach dem Verkauf der Lizenz in der League-of-Legends-Liga LEC kündigte Reichert im Juli 2021 an, den Verein zum Ende der laufenden Saison zu verlassen.
Anfang Oktober 2021 wechselte Reichert zu Excel Esports, wo er zunächst als E-Sport-Direktor tätig war. Die Organisation beförderte ihn Mai 2022 zunächst zum Chief Operating Officer (COO), und im Januar 2023 schließlich zum neuen CEO.
Reichert hat zwei Brüder: Ralf, Mitgründer und Chairman des E-Sport-Unternehmens ESL Gaming, und Benjamin, mit dem Reichert zusammen für Rot-Weiß Oberhausen spielte. Gemeinsam gründeten die drei Brüder im Jahr 1997 die E-Sport-Organisation SK Gaming.